# NHK杯国際フィギュアスケート競技大会
NHK杯国際フィギュアスケート競技大会（エヌエイチケーはいこくさいフィギュアスケートきょうぎたいかい、英語：NHK Trophy）は、日本で行われるフィギュアスケートの国際競技会。ISUグランプリシリーズを構成するフィギュアスケート競技会のひとつ。

## 概要

### 歴史
日本スケート連盟と日本放送協会共催の国際フィギュアスケート競技大会で、1979年から開催され、1995年からISUグランプリシリーズに組み込まれている。
日本スケート連盟創立50周年を記念し、アジア初の国際フィギュアスケート競技大会であった。当時は、日本におけるフィギュアスケートの普及を目的とし日本スケート連盟が1978年まで開催した日本とソ連の選手を招待した「日ソ親善フィギュアスケート大会」（エキシビションのみ）と、1978年に日本とソ連以外の選手も招かれた「国際チャンピオンズ大会」といった大会があった。
スケートカナダやスケートアメリカ等の欧米の国際大会と異なり、1979年の第1回大会（東京、国立代々木競技場）以来、競技種目のうちコンパルソリーフィギュアを行わずショートプログラム(SP)とフリースケーティングのみが実施されて現在に至る。ただし1983年の第5回大会のみ1984年世界ジュニアフィギュアスケート選手権を兼ねたために、コンパルソリーフィギュアが実施されている。1991年に国際ルールでコンパルソリーフィギュアが廃止となり、世界が日本にあわせた形となった。なお、日本の選手は伊藤みどりをはじめ北米の選手同様、コンパルソリーが比較的苦手な選手が多かった。
2002年大会から2006年大会までの間、女子シングルは日本勢が5連覇している。また、2005年大会では日本人男女でアベック優勝を果たし、翌年の2006年大会では男女共に日本人で表彰台を独占した。
2008年9月-11月にかけて「NHK杯フィギュア30周年記念展～銀盤の軌跡～」が開催された。
2020年10月、2020-2021シーズンのグランプリシリーズは非公認大会。新型コロナウイルスの影響で変則開催の為、ISUの公認記録に反映されない。また世界ランキングのポイントも付与されない 各大会の出場者を地元選手や開催国に拠点を置く選手らに制限しており、公平性を保つためと国際スケート連盟より発表された。
カルビー、三共生興、田崎真珠、矢崎総業、コーセー、ロッテが大会スポンサーに就き続けている。

### 開催地・時期
日本で開催される世界フィギュアスケート選手権（東京・千葉・長野・さいたま）やISUグランプリファイナル（東京・福岡・名古屋・大阪）が開催地の偏りがある一方、NHK杯の開催地は全国を転々と回っている。また、開催時期は11月下旬から12月上旬であることが多い（ISUグランプリシリーズ開催日程順：米→加→中→仏→露→日→ファイナル）。ただし、2004-2005シーズン（米→加→日→中→仏→露→中国でファイナル）、および、2009-2010シーズン（仏→露→中→日→米→加→日本でファイナル）は11月初頭に開催した。さらに、2010-2011シーズン（日→加→中→米→露→仏→中国でファイナル）は10月下旬に開催。
| シーズン  | 期日                    | 会場           | 会場                               |
| シーズン  | 期日                    | 都市           | 施設                               |
| --------- | ----------------------- | -------------- | ---------------------------------- |
| 1993/1994 | 1993年12月9日-12月12日  | 千葉県千葉市   | 幕張メッセイベントホール           |
| 1994/1995 | 1994年12月8日-12月11日  | 岩手県盛岡市   | 盛岡市アイスアリーナ               |
| 1995/1996 | 1995年12月5日-12月8日   | 愛知県名古屋市 | レインボーアイスアリーナ           |
| 1996/1997 | 1996年12月5日-12月8日   | 大阪府門真市   | なみはやドーム                     |
| 1997/1998 | 1997年11月27日-11月30日 | 長野県長野市   | ホワイトリング                     |
| 1998/1999 | 1998年12月2日–12月6日   | 北海道札幌市   | 真駒内アイスアリーナ               |
| 1999/2000 | 1999年12月2日–12月5日   | 愛知県名古屋市 | レインボーアイスアリーナ           |
| 2000/2001 | 2000年11月30日–12月3日  | 北海道旭川市   | 旭川大雪アリーナ                   |
| 2001/2002 | 2001年11月29日–12月2日  | 熊本県熊本市   | アクアドームくまもと               |
| 2002/2003 | 2002年11月28日–12月1日  | 京都府京都市   | 京都アクアリーナ                   |
| 2003/2004 | 2003年11月27日–11月30日 | 北海道旭川市   | 旭川大雪アリーナ                   |
| 2004/2005 | 2004年11月4日–11月7日   | 愛知県名古屋市 | レインボーアイスアリーナ           |
| 2005/2006 | 2005年12月1日–12月4日   | 大阪府門真市   | なみはやドーム                     |
| 2006/2007 | 2006年11月30日–12月3日  | 長野県長野市   | ビッグハット                       |
| 2007/2008 | 2007年11月30日–12月3日  | 宮城県仙台市   | 仙台市体育館                       |
| 2008/2009 | 2008年11月27日–11月30日 | 東京都渋谷区   | 代々木第一体育館                   |
| 2009/2010 | 2009年11月5日–11月8日   | 長野県長野市   | ビッグハット                       |
| 2010/2011 | 2010年10月22日–10月24日 | 愛知県名古屋市 | 日本ガイシアリーナ                 |
| 2011/2012 | 2011年11月11日–11月13日 | 北海道札幌市   | 真駒内セキスイハイムアイスアリーナ |
| 2012/2013 | 2012年11月23日–11月25日 | 宮城県利府町   | セキスイハイムスーパーアリーナ     |
| 2013/2014 | 2013年11月8日–11月10日  | 東京都渋谷区   | 代々木第一体育館                   |
| 2014/2015 | 2014年11月28日–11月30日 | 大阪府門真市   | なみはやドーム                     |
| 2015/2016 | 2015年11月27日–11月29日 | 長野県長野市   | ビッグハット                       |
| 2016/2017 | 2016年11月25日–11月27日 | 北海道札幌市   | 真駒内セキスイハイムアイスアリーナ |
| 2017/2018 | 2017年11月10日–11月12日 | 大阪府大阪市   | 大阪市中央体育館                   |
| 2018/2019 | 2018年11月9日–11月11日  | 広島県広島市   | 広島グリーンアリーナ               |
| 2019/2020 | 2019年11月22日–11月24日 | 北海道札幌市   | 真駒内セキスイハイムアイスアリーナ |
| 2020/2021 | 2020年11月27日–11月29日 | 大阪府門真市   | 東和薬品RACTABドーム               |
| 2021/2022 | 2021年11月12日–11月14日 | 東京都渋谷区   | 代々木第一体育館                   |
| 2022/2023 | 2022年11月18日–11月20日 | 北海道札幌市   | 真駒内セキスイハイムアイスアリーナ |
| 2023/2024 | 2023年11月24日–11月26日 | 大阪府門真市   | 東和薬品RACTABドーム               |
| 2024/2025 | 2024年11月8日–11月10日  | 東京都渋谷区   | 代々木第一体育館                   |

## 歴代メダリスト

### 男子シングル
| 年   | 開催地   | 金                           | 銀                               | 銅                               |
| ---- | -------- | ---------------------------- | -------------------------------- | -------------------------------- |
| 1979 | 東京都   | ロビン・カズンズ             | 五十嵐文男                       | デヴィッド・サンティ             |
| 1980 | 札幌市   | 五十嵐文男                   | ロバート・ワーゲンホッファー     | アレン・シュラム                 |
| 1981 | 神戸市   | 五十嵐文男                   | ノルベルト・シュラム             | ジャン＝クリストフ・シモン       |
| 1982 | 東京都   | スコット・ハミルトン         | アレクサンドル・ファデーエフ     | グジェゴシュ・フィリポフスキ     |
| 1983 | 札幌市   | ヴィクトール・ペトレンコ     | マーク・フェルランド             | トム・シェルニアク               |
| 1984 | 東京都   | アレクサンドル・ファデーエフ | ブライアン・オーサー             | ブライアン・ボイタノ             |
| 1985 | 神戸市   | ブライアン・ボイタノ         | ブライアン・オーサー             | ヴィクトール・ペトレンコ         |
| 1986 | 東京都   | アンジェロ・ダゴスティーノ   | 加納誠                           | フィリップ・ロンコーリ           |
| 1987 | 釧路市   | クリストファー・ボウマン     | ポール・ワイリー                 | 加納誠                           |
| 1988 | 東京都   | アレクサンドル・ファデーエフ | ペトル・バルナ                   | カート・ブラウニング             |
| 1989 | 神戸市   | ヴィクトール・ペトレンコ     | アレクサンドル・ファデーエフ     | カート・ブラウニング             |
| 1990 | 旭川市   | ヴィクトール・ペトレンコ     | グジェゴシュ・フィリポフスキ     | ヴィアチェスラフ・ザゴロドニュク |
| 1991 | 広島市   | グジェゴシュ・フィリポフスキ | ヴィアチェスラフ・ザゴロドニュク | アレクセイ・ウルマノフ           |
| 1992 | 東京都   | フィリップ・キャンデロロ     | エルビス・ストイコ               | アレクセイ・ウルマノフ           |
| 1993 | 千葉市   | フィリップ・キャンデロロ     | ヴィアチェスラフ・ザゴロドニュク | アレクセイ・ウルマノフ           |
| 1994 | 盛岡市   | トッド・エルドリッジ         | フィリップ・キャンデロロ         | ヴィアチェスラフ・ザゴロドニュク |
| 1995 | 名古屋市 | エルビス・ストイコ           | イゴール・パシケビッチ           | フィリップ・キャンデロロ         |
| 1996 | 門真市   | エルビス・ストイコ           | イリヤ・クーリック               | ドミトリー・ドミトレンコ         |
| 1997 | 長野市   | イリヤ・クーリック           | スコット・デイヴィス             | 郭政新                           |
| 1998 | 札幌市   | エフゲニー・プルシェンコ     | 本田武史                         | 李成江                           |
| 1999 | 名古屋市 | エフゲニー・プルシェンコ     | ティモシー・ゲーブル             | イリヤ・クリムキン               |
| 2000 | 旭川市   | エフゲニー・プルシェンコ     | イリヤ・クリムキン               | 李成江                           |
| 2001 | 熊本市   | 本田武史                     | ジェフリー・バトル               | イワン・ディネフ                 |
| 2002 | 京都市   | イリヤ・クリムキン           | 本田武史                         | 李成江                           |
| 2003 | 旭川市   | ジェフリー・バトル           | ティモシー・ゲーブル             | 高崧                             |
| 2004 | 名古屋市 | ジョニー・ウィアー           | ティモシー・ゲーブル             | フレデリック・ダンビエ           |
| 2005 | 門真市   | 織田信成                     | エヴァン・ライサチェク           | 髙橋大輔                         |
| 2006 | 長野市   | 髙橋大輔                     | 織田信成                         | 小塚崇彦                         |
| 2007 | 仙台市   | 髙橋大輔                     | トマシュ・ベルネル               | スティーブン・キャリエール       |
| 2008 | 東京都   | 織田信成                     | ジョニー・ウィアー               | ヤニック・ポンセロ               |
| 2009 | 長野市   | ブライアン・ジュベール       | ジョニー・ウィアー               | ミハル・ブジェジナ               |
| 2010 | 名古屋市 | 髙橋大輔                     | ジェレミー・アボット             | フローラン・アモディオ           |
| 2011 | 札幌市   | 髙橋大輔                     | 小塚崇彦                         | ロス・マイナー                   |
| 2012 | 利府町   | 羽生結弦                     | 髙橋大輔                         | ロス・マイナー                   |
| 2013 | 東京都   | 髙橋大輔                     | 織田信成                         | ジェレミー・アボット             |
| 2014 | 門真市   | 村上大介                     | セルゲイ・ボロノフ               | 無良崇人                         |
| 2015 | 長野市   | 羽生結弦                     | 金博洋                           | 無良崇人                         |
| 2016 | 札幌市   | 羽生結弦                     | ネイサン・チェン                 | 田中刑事                         |
| 2017 | 大阪市   | セルゲイ・ボロノフ           | アダム・リッポン                 | オレクシイ・ビチェンコ           |
| 2018 | 広島市   | 宇野昌磨                     | セルゲイ・ボロノフ               | マッテオ・リッツォ               |
| 2019 | 札幌市   | 羽生結弦                     | ケヴィン・エイモズ               | ローマン・サドフスキー           |
| 2020 | 門真市   | 鍵山優真                     | 友野一希                         | 本田ルーカス剛史                 |
| 2021 | 東京都   | 宇野昌磨                     | ヴィンセント・ジョウ             | チャ・ジュンファン               |
| 2022 | 札幌市   | 宇野昌磨                     | 山本草太                         | チャ・ジュンファン               |
| 2023 | 門真市   | 鍵山優真                     | 宇野昌磨                         | ルーカス・ブリッチギー           |
| 2024 | 東京都   | 鍵山優真                     | ダニエル・グラスル               | 壷井達也                         |

### 女子シングル
| 年   | 開催地   | 金                           | 銀                         | 銅                             |
| ---- | -------- | ---------------------------- | -------------------------- | ------------------------------ |
| 1979 | 東京都   | 渡部絵美                     | リサ＝マリー・アレン       | サンディー・レンツ             |
| 1980 | 札幌市   | デニス・ビールマン           | カタリナ・ヴィット         | メリッサ・トーマス             |
| 1981 | 神戸市   | クリスティーナ・ウェゲリウス | ビッキー・デ・ブリーズ     | シャーリーン・ウォン           |
| 1982 | 東京都   | カタリナ・ヴィット           | ロザリン・サムナーズ       | ティファニー・チン             |
| 1983 | 札幌市   | カーリン・ヘンチュケ         | シモーネ・コッホ           | 伊藤みどり                     |
| 1984 | 東京都   | 伊藤みどり                   | デヴィ・トーマス           | 小沢樹里                       |
| 1985 | 神戸市   | 伊藤みどり                   | シンシア・クール           | 小沢樹里                       |
| 1986 | 東京都   | カタリナ・ヴィット           | 伊藤みどり                 | 小沢樹里                       |
| 1987 | 釧路市   | カタリナ・ヴィット           | 伊藤みどり                 | トーニャ・ハーディング         |
| 1988 | 東京都   | 伊藤みどり                   | クリスティー・ヤマグチ     | マリナ・キールマン             |
| 1989 | 神戸市   | 伊藤みどり                   | クリスティー・ヤマグチ     | トニア・クワイトコウスキー     |
| 1990 | 旭川市   | 伊藤みどり                   | トーニャ・ハーディング     | ラリサ・ザモティーナ           |
| 1991 | 広島市   | 伊藤みどり                   | スルヤ・ボナリー           | 陳露                           |
| 1992 | 東京都   | スルヤ・ボナリー             | 小岩井久美子               | 佐藤有香                       |
| 1993 | 千葉市   | スルヤ・ボナリー             | 佐藤有香                   | 陳露                           |
| 1994 | 盛岡市   | 陳露                         | スルヤ・ボナリー           | 八木沼純子                     |
| 1995 | 名古屋市 | 陳露                         | 横谷花絵                   | オルガ・マルコワ               |
| 1996 | 門真市   | マリア・ブッテルスカヤ       | トニア・クワイトコウスキー | ユリア・ボロビエワ             |
| 1997 | 長野市   | タニヤ・シェフチェンコ       | マリア・ブッテルスカヤ     | 陳露                           |
| 1998 | 札幌市   | タチアナ・マリニナ           | イリーナ・スルツカヤ       | 村主章枝                       |
| 1999 | 名古屋市 | マリア・ブッテルスカヤ       | ビクトリア・ボルチコワ     | タチアナ・マリニナ             |
| 2000 | 旭川市   | イリーナ・スルツカヤ         | マリア・ブッテルスカヤ     | タチアナ・マリニナ             |
| 2001 | 熊本市   | タチアナ・マリニナ           | 恩田美栄                   | エレーナ・リアシェンコ         |
| 2002 | 京都市   | 恩田美栄                     | イリーナ・スルツカヤ       | 荒川静香                       |
| 2003 | 旭川市   | 村主章枝                     | エレーナ・リアシェンコ     | 恩田美栄                       |
| 2004 | 名古屋市 | 荒川静香                     | 安藤美姫                   | エレーナ・ソコロワ             |
| 2005 | 門真市   | 中野友加里                   | 村主章枝                   | エレーナ・リアシェンコ         |
| 2006 | 長野市   | 浅田真央                     | 村主章枝                   | 中野友加里                     |
| 2007 | 仙台市   | カロリーナ・コストナー       | サラ・マイアー             | 武田奈也                       |
| 2008 | 東京都   | 浅田真央                     | 鈴木明子                   | 中野友加里                     |
| 2009 | 長野市   | 安藤美姫                     | アリョーナ・レオノワ       | アシュリー・ワグナー           |
| 2010 | 名古屋市 | カロリーナ・コストナー       | レイチェル・フラット       | 村上佳菜子                     |
| 2011 | 札幌市   | 鈴木明子                     | 浅田真央                   | アリョーナ・レオノワ           |
| 2012 | 利府町   | 浅田真央                     | 鈴木明子                   | 長洲未来                       |
| 2013 | 東京都   | 浅田真央                     | エレーナ・ラジオノワ       | 鈴木明子                       |
| 2014 | 門真市   | グレイシー・ゴールド         | アリョーナ・レオノワ       | 宮原知子                       |
| 2015 | 長野市   | 宮原知子                     | コートニー・ヒックス       | 浅田真央                       |
| 2016 | 札幌市   | アンナ・ポゴリラヤ           | 宮原知子                   | マリア・ソツコワ               |
| 2017 | 大阪市   | エフゲニア・メドベージェワ   | カロリーナ・コストナー     | ポリーナ・ツルスカヤ           |
| 2018 | 広島市   | 紀平梨花                     | 宮原知子                   | エリザベータ・トゥクタミシェワ |
| 2019 | 札幌市   | アリョーナ・コストルナヤ     | 紀平梨花                   | アリーナ・ザギトワ             |
| 2020 | 門真市   | 坂本花織                     | 樋口新葉                   | 松生理乃                       |
| 2021 | 東京都   | 坂本花織                     | 河辺愛菜                   | ユ・ヨン                       |
| 2022 | 札幌市   | キム・イェリム               | 坂本花織                   | 住吉りをん                     |
| 2023 | 門真市   | エヴァ・マリー・ジーグラー   | リンゼイ・ソーングレン     | ニーナ・ピンザローネ           |
| 2024 | 東京都   | 坂本花織                     | 千葉百音                   | 青木祐奈                       |

### ペア
| 年   | 開催地   | 金                                                      | 銀                                                      | 銅                                                          |
| ---- | -------- | ------------------------------------------------------- | ------------------------------------------------------- | ----------------------------------------------------------- |
| 1979 | 東京都   | イリーナ・ボロビエワ and イゴール・リソフスキー         | ヴィッキー・ヒーズリー and ロバート・ワーゲンホッファー | シェリル・フランクス and マイケル・ボッティチェリ           |
| 1980 | 札幌市   | バーバラ・アンダーヒル and ポール・マルティーニ         | マリア・ディドメニコ and バート・ランコン               | 伊藤俊美 and 無良隆志                                       |
| 1981 | 神戸市   | キティ・カルザース and ピーター・カルザース             | ビルギット・ローレンツ and クヌート・シューベルト       | マリア・ディドメニコ and バート・ランコン                   |
| 1982 | 東京都   | バーバラ・アンダーヒル and ポール・マルティーニ         | イリーナ・ボロビエワ and イゴール・リソフスキー         | マリナ・アフストリスカヤ and ユーリ・クワシニン             |
| 1983 | 札幌市   | マニュエラ・ラングラフ and インゴ・シュトイアー         | スーザン・ダンジェン and ジェイソン・ダンジェン         | オルガ・ネイズベストナイア and セルゲイ・フディアコフ       |
| 1984 | 東京都   | ヴェロニカ・ペルシナ and マラート・アクバロフ           | ビルギット・ローレンツ and クヌート・シューベルト       | シンシア・クール and マーク・ラウゾン                       |
| 1985 | 神戸市   | ジリアン・ワックスマン and トッド・ワゴナー             | ヴェロニカ・ペルシナ and マラート・アクバロフ           | デニス・ベニング and リンドン・ジョンストン                 |
| 1986 | 東京都   | エレーナ・ワロワ and オレグ・ワシリエフ                 | ジル・ワトソン and ピーター・オペガード                 | ナタリー・シーボルト and ウェイン・シーボルト               |
| 1987 | 釧路市   | エレーナ・レオノワ and ゲンナジー・クラスニツキー       | ジリアン・ワックスマン and トッド・ワゴナー             | ケイティ・キーリー and ジョゼフ・メロ                       |
| 1988 | 東京都   | ラリサ・セレズネワ and オレグ・マカロフ                 | エレーナ・ベチケ and デニス・ペトロフ                   | クリスティー・ヤマグチ and ルディ・ガリンド                 |
| 1989 | 神戸市   | エカテリーナ・ゴルデーワ and セルゲイ・グリンコフ       | ラリサ・セレズネワ and オレグ・マカロフ                 | クリスティン・ハフ and ダグ・ラドレ                         |
| 1990 | 旭川市   | エレーナ・ベチケ and デニス・ペトロフ                   | イザベル・ブラスール and ロイド・アイスラー             | ナタリヤ・ミシュクテノク and アルトゥール・ドミトリエフ     |
| 1991 | 広島市   | エフゲーニヤ・シシコワ and ヴァディム・ナウモフ         | ラトカ・コヴァジーコヴァー and レネ・ノヴォトニー       | マリナ・エルツォワ and アンドレイ・ブシュコフ               |
| 1992 | 東京都   | エフゲーニヤ・シシコワ and ヴァディム・ナウモフ         | マリナ・エルツォワ and アンドレイ・ブシュコフ           | カーラ・アーバンスキー and ロッキー・マーバル               |
| 1993 | 千葉市   | イザベル・ブラスール and ロイド・アイスラー             | ラトカ・コヴァジーコヴァー and レネ・ノヴォトニー       | 川崎由紀子 and アレクセイ・ティホノフ                       |
| 1994 | 盛岡市   | マリナ・エルツォワ and アンドレイ・ブシュコフ           | ラトカ・コヴァジーコヴァー and レネ・ノヴォトニー       | マンディ・ベッツェル and インゴ・シュトイアー               |
| 1995 | 名古屋市 | エフゲーニヤ・シシコワ and ヴァディム・ナウモフ         | マンディ・ベッツェル and インゴ・シュトイアー           | ナタリヤ・クレスティアニノワ and アレクセイ・トルチンスキー |
| 1996 | 門真市   | ジェニー・メノー and トッド・サンド                     | エフゲーニヤ・シシコワ and ヴァディム・ナウモフ         | 伊奈恭子 and ジェイソン・ダンジェン                         |
| 1997 | 長野市   | 申雪 and 趙宏博                                         | ジェニー・メノー and トッド・サンド                     | ペギー・シュヴァルツ and ミルコ・ミュラー                   |
| 1998 | 札幌市   | エレーナ・ベレズナヤ and アントン・シハルリドゼ         | 申雪 and 趙宏博                                         | ジェイミー・サレー and デヴィッド・ペルティエ               |
| 1999 | 名古屋市 | マリア・ペトロワ and アレクセイ・ティホノフ             | サラ・アビトボル and ステファン・ベルナディス           | ドロタ・ザゴルスカ and マリウス・シュデク                   |
| 2000 | 旭川市   | 申雪 and 趙宏博                                         | サラ・アビトボル and ステファン・ベルナディス           | マリア・ペトロワ and アレクセイ・ティホノフ                 |
| 2001 | 熊本市   | 申雪 and 趙宏博                                         | マリア・ペトロワ and アレクセイ・ティホノフ             | ドロタ・ザゴルスカ and マリウス・シュデク                   |
| 2002 | 京都市   | 申雪 and 趙宏博                                         | ドロタ・ザゴルスカ and マリウス・シュデク               | アナベル・ラングロワ and パトリス・アルケット               |
| 2003 | 旭川市   | マリア・ペトロワ and アレクセイ・ティホノフ             | アナベル・ラングロワ and パトリス・アルケット           | ドロタ・ザゴルスカ and マリウス・シュデク                   |
| 2004 | 名古屋市 | マリア・ペトロワ and アレクセイ・ティホノフ             | 龐清 and 佟健                                           | ドロタ・ザゴルスカ and マリウス・シュデク                   |
| 2005 | 門真市   | 張丹 and 張昊                                           | アリオナ・サフチェンコ and ロビン・ゾルコーヴィ         | 若松詩子 and ジャン＝セバスチャン・フェクトー               |
| 2006 | 長野市   | 申雪 and 趙宏博                                         | 張丹 and 張昊                                           | ヴァレリー・マルコー and クレイグ・ブンタン                 |
| 2007 | 仙台市   | アリオナ・サフチェンコ and ロビン・ゾルコーヴィ         | キオーナ・マクラフリン and ロックニ・ブルーベイカー     | ジェシカ・デュベ and ブライス・デイヴィソン                 |
| 2008 | 東京都   | 龐清 and 佟健                                           | 井上怜奈 and ジョン・ボルドウィン                       | ジェシカ・デュベ and ブライス・デイヴィソン                 |
| 2009 | 長野市   | 龐清 and 佟健                                           | 川口悠子 and アレクサンドル・スミルノフ                 | 井上怜奈 and ジョン・ボルドウィン                           |
| 2010 | 名古屋市 | 龐清 and 佟健                                           | ベラ・バザロワ and ユーリ・ラリオノフ                   | 高橋成美 and マーヴィン・トラン                             |
| 2011 | 札幌市   | 川口悠子 and アレクサンドル・スミルノフ                 | 高橋成美 and マーヴィン・トラン                         | アリオナ・サフチェンコ and ロビン・ゾルコーヴィ             |
| 2012 | 利府町   | ベラ・バザロワ and ユーリ・ラリオノフ                   | カーステン・ムーア＝タワーズ and ディラン・モスコビッチ | マリッサ・キャステリ and サイモン・シュナピア               |
| 2013 | 東京都   | タチアナ・ボロソジャル and マキシム・トランコフ         | 彭程 and 張昊                                           | 隋文静 and 韓聰                                             |
| 2014 | 門真市   | メーガン・デュハメル and エリック・ラドフォード         | 川口悠子 and アレクサンドル・スミルノフ                 | 于小雨 and 金揚                                             |
| 2015 | 長野市   | メーガン・デュハメル and エリック・ラドフォード         | 于小雨 and 金揚                                         | アレクサ・シメカ and クリス・クニエリム                     |
| 2016 | 札幌市   | メーガン・デュハメル and エリック・ラドフォード         | 彭程 and 金揚                                           | 王雪涵 and 王磊                                             |
| 2017 | 大阪市   | 隋文静 and 韓聰                                         | クセニヤ・ストルボワ and ヒョードル・クリモフ           | クリスティーナ・アスタホワ and アレクセイ・ロゴノフ         |
| 2018 | 広島市   | ナタリア・ザビアコ and アレクサンドル・エンベルト       | 彭程 and 金揚                                           | アレクサ・シメカ・クニエリム and クリス・クニエリム         |
| 2019 | 札幌市   | 隋文静 and 韓聰                                         | カーステン・ムーア＝タワーズ and マイケル・マリナロ     | アナスタシヤ・ミーシナ and アレクサンドル・ガリャモフ       |
| 2020 | 門真市   | 参加者なし                                              | 参加者なし                                              | 参加者なし                                                  |
| 2021 | 東京都   | アナスタシヤ・ミーシナ and アレクサンドル・ガリャモフ   | エフゲーニヤ・タラソワ and ウラジミール・モロゾフ       | 三浦璃来 and 木原龍一                                       |
| 2022 | 札幌市   | 三浦璃来 and 木原龍一                                   | エミリー・チェン and スペンサー・アキラ・ハウ           | ブルック・マッキントッシュ and ベンジャミン・ミマール       |
| 2023 | 門真市   | ミネルヴァ・ファビアン・ハーゼ and ニキータ・ボロディン | ルクレツィア・ベッカーリ and マッテオ・グアリーゼ       | レベッカ・ギラルディ and フィリッポ・アンブロジーニ         |
| 2024 | 東京都   | アナスタシア・メチョルキナ and ルカ・ベルラワ           | 三浦璃来 and 木原龍一                                   | エリー・カム and ダニー・オシェイ                           |

### アイスダンス
| 年   | 開催地   | 金                                                        | 銀                                                    | 銅                                                      |
| ---- | -------- | --------------------------------------------------------- | ----------------------------------------------------- | ------------------------------------------------------- |
| 1979 | 東京都   | イリーナ・モイセーワ and アンドレイ・ミネンコフ           | ジェーン・トービル and クリストファー・ディーン       | ナタリア・カラミシェワ and ロスチスラフ・シニチン       |
| 1980 | 札幌市   | キャロル・フォックス and リチャード・ダリー               | カレン・バーバー and ニコラス・スレイター             | リリアン・ヘミング and マレー・キャリー                 |
| 1981 | 神戸市   | カレン・バーバー and ニコラス・スレイター                 | ナタリア・カラミシェワ and ロスチスラフ・シニチン     | ヤナ・ベランコヴァ and ヤン・バルトーク                 |
| 1982 | 東京都   | エレーナ・バタノワ and アレクセイ・ソロビエフ             | キャロル・フォックス and リチャード・ダリー           | ウェンディ・セッションズ and スティーブン・ウィリアムズ |
| 1983 | 札幌市   | エレーナ・クリカノワ and エフゲニー・プラトフ             | クリスティーナ・ヤツハシ and キース・ヤツハシ         | スヴェトラーナ・リアピナ and ゴーシャ・サー             |
| 1984 | 東京都   | カレン・バーバー and ニコラス・スレイター                 | エレーナ・バタノワ and アレクセイ・ソロビエフ         | ケリー・ジョンソン and ジョン・トーマス                 |
| 1985 | 神戸市   | マリナ・クリモワ and セルゲイ・ポノマレンコ               | カリン・ガロシーノ and ロドニー・ガロシーノ           | シャロン・ジョーンズ and ポール・アスカム               |
| 1986 | 東京都   | ナタリア・ベステミアノワ and アンドレイ・ブキン           | スザンヌ・セマニック and スコット・グレゴリー         | カトリン・ベック and クリストフ・ベック                 |
| 1987 | 釧路市   | ナタリア・ベステミアノワ and アンドレイ・ブキン           | スヴェトラーナ・リアピナ and ゴーシャ・サー           | スーザン・ウィン and ジョセフ・ドルアー                 |
| 1988 | 東京都   | マリナ・クリモワ and セルゲイ・ポノマレンコ               | マイア・ウソワ and アレクサンドル・ズーリン           | エイプリル・サージェント and ラス・ウィサビー           |
| 1989 | 神戸市   | マリナ・クリモワ and セルゲイ・ポノマレンコ               | パーシャ・グリシュク and エフゲニー・プラトフ         | ジョ＝アン・ボーラス and マーティン・スミス             |
| 1990 | 旭川市   | マイア・ウソワ and アレクサンドル・ズーリン               | クララ・エンギ and アッティラ・トート                 | ステファニア・カレガーリ and パスクァーレ・カメレンゴ   |
| 1991 | 広島市   | マイア・ウソワ and アレクサンドル・ズーリン               | パーシャ・グリシュク and エフゲニー・プラトフ         | ステファニア・カレガーリ and パスクァーレ・カメレンゴ   |
| 1992 | 東京都   | マイア・ウソワ and アレクサンドル・ズーリン               | アンジェリカ・クリロワ and ウラジミール・フェドロフ   | ソフィー・モニオット and パスカル・ラヴァンシー         |
| 1993 | 千葉市   | パーシャ・グリシュク and エフゲニー・プラトフ             | イリーナ・ロマノワ and イゴール・ヤロシェンコ         | アリキ・ステルギアドゥ and ユーリス・ラザグリアエフ     |
| 1994 | 盛岡市   | ソフィー・モニオット and パスカル・ラヴァンシー           | タチアナ・ナフカ and サムエル・ギャザリアン           | マリナ・アニシナ and グウェンダル・ペーゼラ             |
| 1995 | 名古屋市 | マリナ・アニシナ and グウェンダル・ペーゼラ               | シェイ＝リーン・ボーン and ヴィクター・クラーツ       | アンナ・セメノビッチ and ウラジミール・フェドロフ       |
| 1996 | 門真市   | ソフィー・モニオット and パスカル・ラヴァンシー           | マリナ・アニシナ and グウェンダル・ペーゼラ           | イリーナ・ロマノワ and イゴール・ヤロシェンコ           |
| 1997 | 長野市   | パーシャ・グリシュク and エフゲニー・プラトフ             | シェイ＝リーン・ボーン and ヴィクター・クラーツ       | バーバラ・フーザル＝ポリ and マウリツィオ・マルガリオ   |
| 1998 | 札幌市   | マリナ・アニシナ and グウェンダル・ペーゼラ               | イリーナ・ロバチェワ and イリヤ・アベルブフ           | マルガリータ・ドロビアツコ and ポヴィラス・ヴァナガス   |
| 1999 | 名古屋市 | マリナ・アニシナ and グウェンダル・ペーゼラ               | イリーナ・ロバチェワ and イリヤ・アベルブフ           | マルガリータ・ドロビアツコ and ポヴィラス・ヴァナガス   |
| 2000 | 旭川市   | マリナ・アニシナ and グウェンダル・ペーゼラ               | マルガリータ・ドロビアツコ and ポヴィラス・ヴァナガス | カティ・ウィンクラー and レネ・ローゼ                   |
| 2001 | 熊本市   | マリナ・アニシナ and グウェンダル・ペーゼラ               | マルガリータ・ドロビアツコ and ポヴィラス・ヴァナガス | アルベナ・デンコヴァ and マキシム・スタビスキー         |
| 2002 | 京都市   | イリーナ・ロバチェワ and イリヤ・アベルブフ               | カティ・ウィンクラー and レネ・ローゼ                 | ガリト・チャイト and セルゲイ・サフノフスキー           |
| 2003 | 旭川市   | アルベナ・デンコヴァ and マキシム・スタビスキー           | エレーナ・グルシナ and ルスラン・ゴンチャロフ         | ガリト・チャイト and セルゲイ・サフノフスキー           |
| 2004 | 名古屋市 | アルベナ・デンコヴァ and マキシム・スタビスキー           | タチアナ・ナフカ and ロマン・コストマロフ             | イザベル・ドロベル and オリヴィエ・シェーンフェルダー   |
| 2005 | 門真市   | マリー＝フランス・デュブレイユ and パトリス・ローゾン     | アルベナ・デンコヴァ and マキシム・スタビスキー       | アナスタシア・グレベンキナ and ヴァズゲン・アズロヤン   |
| 2006 | 長野市   | マリー＝フランス・デュブレイユ and パトリス・ローゾン     | ヤナ・ホフロワ and セルゲイ・ノビツキー               | メリッサ・グレゴリー and デニス・ペチュホフ             |
| 2007 | 仙台市   | イザベル・ドロベル and オリヴィエ・シェーンフェルダー     | テッサ・ヴァーチュ and スコット・モイア               | ヤナ・ホフロワ and セルゲイ・ノビツキー                 |
| 2008 | 東京都   | フェデリカ・ファイエラ and マッシモ・スカリ               | ナタリー・ペシャラ and ファビアン・ブルザ             | エミリー・サミュエルソン and エヴァン・ベイツ           |
| 2009 | 長野市   | メリル・デイヴィス and チャーリー・ホワイト               | シネイド・ケアー and ジョン・ケアー                   | ヴァネッサ・クローン and ポール・ポワリエ               |
| 2010 | 名古屋市 | メリル・デイヴィス and チャーリー・ホワイト               | ケイトリン・ウィーバー and アンドリュー・ポジェ       | マイア・シブタニ and アレックス・シブタニ               |
| 2011 | 札幌市   | マイア・シブタニ and アレックス・シブタニ                 | ケイトリン・ウィーバー and アンドリュー・ポジェ       | エレーナ・イリニフ and ニキータ・カツァラポフ           |
| 2012 | 利府町   | メリル・デイヴィス and チャーリー・ホワイト               | エレーナ・イリニフ and ニキータ・カツァラポフ         | マイア・シブタニ and アレックス・シブタニ               |
| 2013 | 東京都   | メリル・デイヴィス and チャーリー・ホワイト               | アンナ・カッペリーニ and ルカ・ラノッテ               | マイア・シブタニ and アレックス・シブタニ               |
| 2014 | 門真市   | ケイトリン・ウィーバー and アンドリュー・ポジェ           | クセニヤ・モンコ and キリル・ハリャヴィン             | ケイトリン・ホワイエク and ジャン＝リュック・ベイカー   |
| 2015 | 長野市   | マイア・シブタニ and アレックス・シブタニ                 | エカテリーナ・ボブロワ and ドミトリー・ソロビエフ     | マディソン・ハベル and ザカリー・ダナヒュー             |
| 2016 | 札幌市   | テッサ・ヴァーチュ and スコット・モイア                   | ガブリエラ・パパダキス and ギヨーム・シゼロン         | アンナ・カッペリーニ and ルカ・ラノッテ                 |
| 2017 | 大阪市   | テッサ・ヴァーチュ スコット・モイア                       | マディソン・ハベル ザカリー・ダナヒュー               | アンナ・カッペリーニ ルカ・ラノッテ                     |
| 2018 | 広島市   | ケイトリン・ホワイエク and ジャン＝リュック・ベイカー     | ティファニー・ザホースキ and ジョナサン・ゲレイロ     | レイチェル・パーソンズ and マイケル・パーソンズ         |
| 2019 | 札幌市   | ガブリエラ・パパダキス and ギヨーム・シゼロン             | アレクサンドラ・ステパノワ and イワン・ブキン         | シャルレーヌ・ギニャール and マルコ・ファッブリ         |
| 2020 | 門真市   | 小松原美里 andティム・コレト                              | 深瀬理香子 and張睿中                                  | 村元哉中 and髙橋大輔                                    |
| 2021 | 東京都   | ヴィクトリヤ・シニツィナ and ニキータ・カツァラポフ       | マディソン・チョック and エヴァン・ベイツ             | ライラ・フィアー and ルイス・ギブソン                   |
| 2022 | 札幌市   | ロランス・フルニエ・ボードリー and ニゴライ・サアアンスン | マディソン・チョック and エヴァン・ベイツ             | キャロライン・グリーン and マイケル・パーソンズ         |
| 2023 | 門真市   | ライラ・フィアー and ルイス・ギブソン                     | シャルレーヌ・ギニャール and マルコ・ファッブリ       | アリソン・リード and サウリウス・アンブルレヴィチウス   |
| 2024 | 東京都   | マディソン・チョック and エヴァン・ベイツ                 | クリスティーナ・カレイラ and アンソニー・ポノマレンコ | アリソン・リード and サウリウス・アンブルレヴィチウス   |

## テレビ中継
概ね、男女シングルの模様はNHK総合テレビジョンでゴールデンタイムに生中継され、ペアやアイスダンスなどは1990年代ごろまでは主に総合テレビで夕方に中継、それ以後は男子シングルSPの序盤も含めて衛星第1放送（現・BS1）で生中継されている。なお、女子シングルに関しては年によっては総合テレビが大相撲九州場所の中継との兼ね合いでBS1で生中継する場合がある。また、最終日の上位入賞者によるエキシビションについても同様にBS1で生中継した後、深夜に総合テレビでダイジェスト放送されているが、2013・14年は総合テレビで生中継されていた。また、BS1では2012年以降、アイスダンスFDとエキシビションの間に日本人選手やメダリストに鈴木明子が質問やインタビューをするという「明子の部屋」が放送されている。この大会の開催が日本のフィギュアスケートブームの始まりとなり、昭和50年代当時視聴率が20%を超えていた。
2005年限りでNHKとISUとの間でのグランプリシリーズの放送契約が満了し、代わってテレビ朝日がISUと2006年以降日本国内での独占放送契約を結んで以降も、タイトルの通りNHKから賞杯が贈呈され、かつ大会の主催も行っているので、一連のグランプリシリーズで唯一特例としてNHKでの放送が継続されている（独占契約を有効としてテレビ朝日から放送権を購入しているか、独占契約の対象外としてISUから直接放送権を購入しているかは不明）。

## スペシャルエキシビション
2016年1月9日、東日本大震災発生5周年に寄せて、過去のNHK杯国際フィギュアスケートに出場した選手による特別大会として「NHK杯フィギュアスペシャルエキシビション」が、盛岡市アイスアリーナ（現：盛岡市総合アリーナ）で行われた。
当特別大会では、被災地にゆかりのある羽生結弦、荒川静香、鈴木明子を初め、過去のこの大会に出場し好成績を上げた国内外のトップスケーターが総出場し、被災地にフィギュアスケートのエキシビション演技をプレゼントすることで、復興への力強いエールを送るというものだった。
この模様は開催当日、BS1と総合テレビへのリレー中継として2チャンネル合算3時間近くにわたり生放送され、さらにその抜粋・再編集版（約1時間40分）が同1月11日にBS1、2月11日に総合テレビにて放送された。